# 더우난진

더우난 진의 위치

더우난진(한국어: 두남진, 중국어: 斗南鎮, 병음: Dǒunán zhèn)은 대만 윈린현의 진이다. 넓이는 48.1505km2이고, 인구는 2015년 8월 기준으로 45,708명이다.

## 지리
더우난진은 윈린현의 동남쪽, 더우류 대지와 윈자 충적평원의 접점에 위치하고 있다. 동쪽은 더우류시 및 구컹향과 서쪽은 다후커우시(大湖口渓)를 사이에 두고 다피향과 남쪽은 화싱시(華興渓)를 사이에 두고 자이현 다린진과 북쪽은 후웨이진과 접하고 있다.

## 역사
더우난진은 옛 이름은 타리무(他里霧)로, 원주민인 홍아족(평포족의 분파)이 있는 타리무사 사명(他里霧社社名)을 음역한 것이다. 명나라 말의 정성공의 시기에 이미 한족의 이주가 행해지고 있었다. 청의 대만 통치가 시작되면서 제라현(諸羅縣) 관할의 타리무사가 되었고 1886년(광서 12년)에 운림현이 설치되면서 운림현에 속하게 되었다.
일본 통치 시대 초기에 타리무 지청이 설치되었다. 1897년에는 도로쿠 청(斗六廳)에, 1907년에 가기 청(嘉義廳)에 속하게 되었고 1910년에는 타리무 구가 설치되었다. 1920년 10월 1일의 타이완 지방제 개편 때 도로쿠의 남쪽에 위치한 데에서 도난(斗南)으로 개칭해 다이난 주 도로쿠 군에 귀속되는 것으로 개편되었다.
2차 대전 후 1946년 1월 11일에 더우난 진이 설립되었고 1950년 10월 25일에 윈린 현에 귀속되어 현재에 이르고 있다.

## 교통
- 타이완 철로관리국 종관선
- 국도 1호선